# Гаврило Димић
Гаврило Димић (Баваниште 1834 — Београд, 26. децембар 1864) био је српски лекар пречанин који је након завршених студија медицине у Пешти највећи део свог кратког радног века провео у Кнежевини Србији, у којој је и преминуо 26. децембра 1864. године од трбушног тифуса лечећи болеснике.

## Живот и каријера
Рођен је 1834. године у Баваништу у Банатској војној крајини у Аустријском царству, од оца Саве, свештеника, и мајке Марте. О његовом детињству и школовању нема сачуваних писаних података, све до објаве у мађарском Медицинском недељнику од 15. августа 1858. да је Dimics Gábor из Баваништа у летњем семестру апсолвирао медициснки факултет у Пешти као доктор медицинских наука.
Дана 10. октобра 1858. године пријавио се на конкурс који је Министарство унутрашњих дела расписало за попуну упражњених места окружних физикуса у Ужицу и Лозници. Стална лекарска комисија у оквиру Санитетског одељења Министарства унутрашњих дела прихватила је његову молбу и предлог за размештај и 25. и 26. новембра 1858. године сагласила се да Димић добије радно место у Лозници.
Након што је око пет година радио као контрактуални физикус Округа подрињског, на лични захтев је у септембру 1863. године разрешен дужности, тек након што му је истекао уговор.  Из Подриња одлази у Беч и у њему се усавршава и ради неколико месеци.
Поново подноси захтев за рад у Србији 1864. године, овога пута за упражњено радно место лекара Општине београдске (након оставке др Карла Кика). Иако је на ову дужност изабран између пет пријављених кандидата, на основу одлуке Управитељства вароши од 2. јуна 1864. године, Министарство унутрашњих дела, коме је на увид поднета Димићеве документација имало је примедбу на његову стручност са образложењем: 
Из прилога које је Управитељство доставило 2. о. м. не види се да је др Гаврило Димић, кога је ововарошка обштина изабрала за лекара болнице своје, учио лечити хирургическе болести, а у ововарошком шпитаљу, по известијима месечним тога шпитаља, има свагда 1/3 хирургичних случајева, па иначе неће моћи болеснике од хирургически болести у шпитаљу лечити... и...налаже Управитељству, да оно овамо извести да ли је Г. Др Димић учио Хирургију и какве има за то доказе.
У одговору Управитељства Министарству унутрашњих дела, од 16. јуна оспорена је ова тврдња овим чињеницама:
Господин Димић, пре него што је постао доктор медицине, морао је редовно слушати и испите полагати из теоретичне и практичне хирургије, и да је осим тога већ као Доктор бавећи се у Бечу посећавао хирургичну клинику и упражњавао се у хирургичним операцијама, што документује сведочанством проф. Дурмајхера које показује, а уједно се упражњавао у операцијама породиљним, као што осведочава поднетим прилогом.

Након овог објашњења Министарство унутрашњих дела је одговорило:
да за сада...одобрава избор др Димића с тим да Управитељство нареди свом физикусу да чешће надгледа рад општинског лекара.
Као општински и болнички лекар др Димић је радио непуних шест месеци, у болници која је била смештена у три куће од којих су две биле у тадашњој Палилули, а једна на Дорћолу (код некадашње Сака-чесме, на углу данашњих улица Краља Петра и Господар Јованове). Прва наменска зграда градске болнице отворена је тек 1868. године.

### Прерана смрт
У Општинској болници Димић је радио у јако лошим условима јер је болница радила у  изнајмљеним кућама чије су собе биле ниских таваница, мрачне и загушљиве, без икаквих система вентилације, што је погодовало ширењу заразе. У око 60 постеља, у овој болници месечно је лечено и по 120 болесника, а пошто су куће биле на више локација у току дана особље је морало да иде с краја на крај града и по више пута.
Стање у болници се погоршало када се у јесен у Београду 1864. године појавила епидемија трбушног тифуса. У новембру су у болниици оболели и преминули један послужитељ и надзиратељ болнице, а 26. децембра 1864. године и сам др Гаврило Димић, у тридесетој години живота, лечећи болеснике од трбушног тифуса.
Сахрањен је на Топчидерском гробљу у породичној гробници свога брата од стрица.

### Породица
Гаврило Димић није био ожењен и није имао деце. Имао је четири старија брата: два свештеника Аксентија и Михајла, револуционара, професора, школског директора и научника Теофила, и трговца Димитрија. Иначе, разграната породица Димић води порекло од Диме Путника, Цинцарина који се из Блаце у Егејској Македонији доселио у Војводину у време сеоба средином 18. века, и дала је бројне научно-просветне раднике, укључујући, поред Аксентија и Теофила, Петра, Теодора, Ђуру Б(ожидара), Душана (Гугу), Платона Димића и Емилију Димић, жену Богољуба Јовановића.